# تونی جورجو
تونی جورجو (انگلیسی: Tony Giorgio (actor)؛ ۲۷ سپتامبر ۱۹۲۳ – ۱ فوریهٔ ۲۰۱۲) یک هنرپیشه اهل ایالات متحده آمریکا بود.
وی بازیگر فیلم‌هایی همچون پدرخوانده بوده است.